# Song for a Raggy Boy
Pour plus de détails, voir Fiche technique et Distribution.
Song for a Raggy Boy est un film irlando-britannico-dano-espagnol réalisé par Aisling Walsh, sorti en 2003.
Il s'agit de l'adaptation du mémoire autobiographique du même titre du poète et metteur en scène irlandais Patrick Galvin (en), racontant l'histoire vraie sur les abus que l'auteur et ses camarades ont subis dans une école chrétienne de réforme dans les années 1930.

## Synopsis
Basé sur des faits réels, le film retrace les évènements qui se sont déroulés à la veille de la Seconde Guerre mondiale, dans un centre de redressement pour jeunes garçons.
Situé en Irlande, l’établissement est tenu par des religieux catholiques. Dès les premières scènes du film, le spectateur comprend l’inhumanité avec laquelle les enfants sont traités. L’absurdité de la discipline de fer qui leur est imposée n’a d’égal que les sévices qu’ils subissent.
William Franklin (Aidan Quinn) est nommé instituteur dans l’établissement catholique afin de dispenser aux élèves un enseignement laïc. L’homme vient de laisser un lourd passé derrière lui. En effet, il a participé à la Guerre d’Espagne en tant que combattant contre Franco et a perdu dans la lutte la femme qu’il aimait.
Dès les premiers instants, le professeur perçoit un indicible malaise tant l’établissement s’apparente à une prison. Il fait rapidement la connaissance de Frère John (Iain Glen), ainsi que de son suppléant, Frère Mac (Marc Warren).
Avant même la première leçon, Frère John met en garde Mr Franklin contre ceux qu’il désigne comme étant « des créatures à ne pas confondre avec des êtres humains doués d’intelligence ». Surpris, l’instituteur accueille le conseil avec froideur.
Très vite, l’homme se rend compte que la plupart des élèves sont illettrés. La tâche est rude, mais la tendresse et la volonté de William Franklin viennent à bout des pires lacunes. Très vite, il noue une relation forte avec deux des enfants : Patrick Delaney (Chris Newman) et Liam Mercier (John Travers).
L’instituteur tente d’intéresser ses élèves à la poésie. Liam, malgré une attitude désinvolte, se révèle être un élève brillant. Victime de son tempérament, il s’en prend souvent aux autres élèves et finit par frapper un de ses camarades de classe. Il est alors exclu de cours par Mr Franklin. Sans le savoir, ce dernier l’envoie à une sévère correction.
En effet, frère John est un psychopathe tyrannique prenant plaisir à terroriser et à frapper les élèves.
Comprenant son erreur, le pédagogue interfère dans la logique violente et tyrannique du Frère John. C’est une véritable déclaration de guerre pour ce dernier, qui tente par tous les moyens de convaincre sa hiérarchie d’exclure celui qui a osé aller à l’encontre de sa volonté.
Régulièrement, le jeune Patrick est abusé par Frère Mac. Ce dernier est un pédophile qui tente d’acheter le silence de ses victimes en leur offrant des sucreries.
Patrick tente de dénoncer les abus qu’il subit lors d’une confession. Mais rien n'est fait, le bourreau est même prévenu des dires de l’enfant et le menace. Parallèlement, le Frère John continue à exercer des punitions humiliantes sous tous les prétextes, à l’insu de Mr Franklin.
Arrive la période de Noël et l’instituteur projette de construire une crèche avec l’ensemble de la classe. Tous s’impliquent dans la réalisation de l’ouvrage, tout le monde se fédère autour du projet.
Afin d’égayer les cœurs lors des fêtes, l’instituteur emmène les enfants se promener après la messe de Noël et distribue un cadeau à chacun. La joie est immense, les enfants sont très touchés.
Mais le jour de Noël, Frère John décide de punir deux enfants issus de la même famille pour avoir tenté de s’échanger des cadeaux. La sentence est terrible, dans le froid, devant l’ensemble des élèves, à moitié dénudés, les cheveux rasés, les deux garçons subissent une terrible flagellation. Liam refuse de se taire et envoie un camarade prévenir Mr Franklin. Il incite les autres enfants à se rebeller. Tous refusent d’assister à la punition, tournent le dos au religieux sadique et se mettent à scander leur indignation.
Frère John, ivre de colère, menace Liam de se venger s’il ne cesse pas tout de suite. Arrive Mr Franklin, qui se jette sur le bourreau pour le frapper à son tour. Ultime provocation pour ce dernier, sa haine n’a plus de limite aussi bien pour l’instituteur que pour le jeune Mercier.
C’est en menaçant de dénonciation le Frère Mac que Frère John obtient son aide et médite sa vengeance.
A l’insu de tous, le premier est chargé de venir chercher Liam en classe, afin de lui faire croire à une visite de quelqu'un de sa famille. En réalité il est attendu par Frère John. Ce dernier, le tabasse à mort, et finit, l’écume à la bouche, de s’essuyer les mains, sans porter la moindre attention aux râles de l’enfant agonisant. Tout cela se déroule sous les yeux du Frère Mac, larmoyant mais infiniment lâche qui part prévenir Mr Franklin bien trop tard.
L’instituteur, fou de douleur et de colère, se jette sur l’assassin et le frappe jusqu’à ce que des supérieurs de l’établissement interviennent.
Toujours dans une odieuse hypocrisie, l'Église fait passer le meurtre de Liam pour une mort naturelle.
Lors des funérailles du jeune garçon, Mr Franklin met un point d’honneur à clamer haut et fort que ce décès est un meurtre et dénonce l’odieux silence de l'Église.
Pour unique punition, les deux religieux criminels sont exclus de l’établissement.
À la suite de ce tragique épisode, Mr Franklin, laminé, s’apprête à quitter le centre. Mais Patrick et ses camarades parviennent à émouvoir leur unique bienfaiteur et celui-ci décide finalement de rester.
On apprend que par la suite William Franklin s’est engagé dans la résistance, que Patrick Delaney est devenu journaliste tandis que le Frère John est mort lors d’une mission en Afrique et que le Frère Mac est toujours vivant, exilé aux États-Unis.

## Fiche technique
Sauf indication contraire, les informations mentionnées dans cette section peuvent être confirmées par la base de données cinématographiques IMDb,  présente dans la section « Liens externes ».
- Titre original : Song for a Raggy Boy
- Titre danois : Drengene fra Skt. Judes
- Titre espagnol : Los niños de San Judas
- Réalisation : Aisling Walsh
- Scénario : Patrick Galvin, Kevin Byron Murphy et Aisling Walsh, d'après le mémoire autobiographique de Patrick Galvin (en)[1]
- Musique : Richard Blackford
- Direction artistique : Owen Power
- Décors : John Hand
- Costumes : Allison Byrne
- Photographie : Peter Robertson
- Montage : Bryan Oates
- Production : Tristan Lynch, John McDonnell, Kevin Byron Murphy et Dominic Wright
- Sociétés de production : Bord Scannán na hÉireann, Det Danske Filminstitut, Eurimages, Fantastic Films, Lolafilms, Moviefan Scandinavia, Subotica, Titian Red Pictures et Zoma Films
- Sociétés de distribution : Constantin Film (Danemark)[3], Lolafilms Distribución (Espagne)
- Pays de production :  Irlande,  Danemark,  Espagne et  Royaume-Uni
- Langue originale : anglais
- Format : couleur — 35 mm — son Dolby Digital
- Genre : drame historique
- Durée : 94 minutes
- Dates de sortie :
  - États-Unis : 19 janvier 2003 (Festival du film de Sundance)
  - Danemark : 22 août 2003
  - Irlande : 17 octobre 2003
  - Belgique : 29 octobre 2003
  - Royaume-Uni : 9 avril 2004
  - Espagne : 16 avril 2004
  - France : n/a

## Distribution
- Aidan Quinn : William Franklin
- Iain Glen : Frère John
- Marc Warren : Frère Mac
- Dudley Sutton : Frère Tom
- Alan Devlin : Père Damian
- Stuart Graham (en) : Frère Whelan
- John Travers : Liam Mercier — 636
- Chris Newman : Patrick Delaney — 743
- Andrew Simpson : Gerard Peters — 458
- Robert Sheehan : O'Reilly — 58
- Caoimhin 'Tojo' Barra Doherty : Murphy — 388
- Samuel Bright : Ryan — 126
- Mark Butler : Downey — 913
- Bernard Manning : Rodgers — 855
- Michael McGee : Lynch — 76
- John Collins : O Connor —252
- Michael Scott : Flynn — 144
- Robert White : Galvin — 544
- Michael Sloan : Sean Peters — 568

## Production
Le tournage commence le 1er juillet 2002 au Coláiste Iosagán — ancien collège de La Salle (en) à Ballyvourney (en), dans le comté de Cork (Irlande), et s'achève en mi-août de la même année.